# Horendonk
Horendonk is een dorp of wijk gelegen in de gemeente Essen in de Belgische provincie Antwerpen. Het telde op 1 januari 2019 2.362 inwoners. De patroonheilige van Horendonk is Sint-Vincentius-à-Paulo.
Horendonk wordt in de volksmond ook  Den Uil  genoemd, naar de benaming van de oude afspanning 'den Oude Uil' (een rustplaats).

## Geografie
Horendonk ligt ten oosten van Essen(-Centrum). Door het dorp loopt de Roosendaalse Vaart. 
Het dorp heeft bevat enkele buurten: Heiblok, Driehoek, Kraaienberg, Vaartkant, Scham, Raaiberg, Grote Horendonk, Kleine Horendonk en Essen-Duinen.

## Bezienswaardigheden

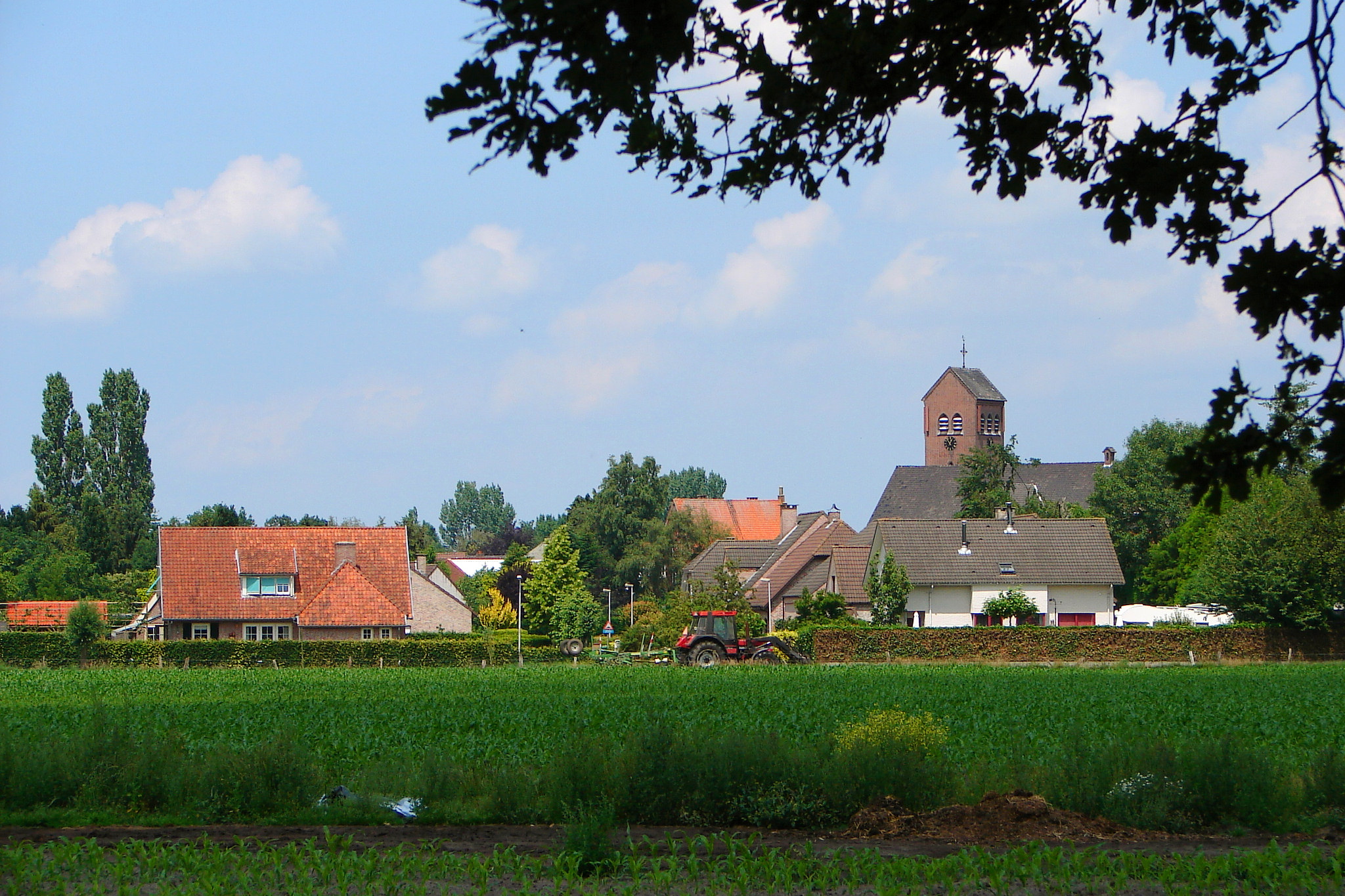
Horendonk

- De Sint-Vincentius a Paulokerk

## Natuur en landschap
Horendonk ligt in de Noorderkempen, nabij het bos- en natuurgebied Horendonkse Bossen of Essen-Duinen, dat zich op Nederlands grondgebied voortzet als de Rucphense Heide en Oude Buisse Heide.

## Nabijgelegen kernen
Essen, Nieuwmoer, Schijf, Achtmaal en Nispen.